# Antonio Franco Domínguez
Antonio Franco Domínguez (Badajoz 20 de mayo de 1955-Badajoz 26 de enero de 2020) fue un historiador del arte español, comisario de exposiciones, crítico de arte y fundador y director del Museo Extremeño e Iberoamericano de Arte Contemporáneo (MEIAC) de Badajoz desde el año de su fundación en 1994 hasta su fallecimiento. Está considerado una figura imprescindible del arte contemporáneo en la región y uno de los grandes protagonistas de la puesta en marcha del sistema cultural extremeño desde el Estatuto de Autonomía. Comprometido con el arte extremeño, el arte contemporáneo y las nuevas tecnologías. Fue miembro del Consejo Asesor de Arte de la Asamblea de Extremadura de 1991 a 1995 y  miembro del Consejo de Redacción de la revista de creación en dos lenguas Espacio/Expaço Escrito.

## Director del Museo MEIAC
Franco cursó la licenciatura de Historia del Arte en Sevilla, al concluir los estudios, se trasladó a Badajoz, su ciudad natal y ejerció en la Junta de Extremadura. Con la llegada del Partido Socialista al poder en la autonomía extremeña, esta además de mantener el gran patrimonio histórico, decidieron modernizar la comunidad, creando un museo de arte contemporáneo y así nació el museo MEIAC con la ambición de mantener un diálogo con su vecino el país colindante Portugal y Latinoamérica en el año 1994. Franco fue un precursor de la cooperación cultural con Iberoamérica y Portugal. Desde sus inicios, contó con el crítico de arte José Ramón Danvila, este comisarió una de las exposiciones más emblemáticas del museo y pioneras en el diálogo entre España y Portugal, la exposición titulada Ecos de la Materia. Dicha exposición contó con obras relevantes de los más importantes artistas de ambos países, ocupó todos los espacios del museo, se inauguró en el año 1995. Entre las muchas exposiciones llevadas a cabo, cabe destacar la exposición que Franco realizó en el año 2010, la exposición Suroeste Literaturas Ibéricas, a través de la construcción de una red de alianzas con los centros museísticos lusos.
La fotografía fue otra de las disciplinas artísticas en las que Franco trabajó con gran intensidad, desarrollando un destacado proyecto de archivo fotográfico de la región, con el objetivo de construir una memoria visual de la Extremadura del siglo XX.
Antonio Franco trabajaba en la conmemoración del 25 aniversario del MEIAC y su último proyecto expositivo, fue Juan Barjola. La violencia del Destino que se inauguró en diciembre de 2020 en el MEIAC, conmemorando el centenario del nacimiento del artista extremeño.

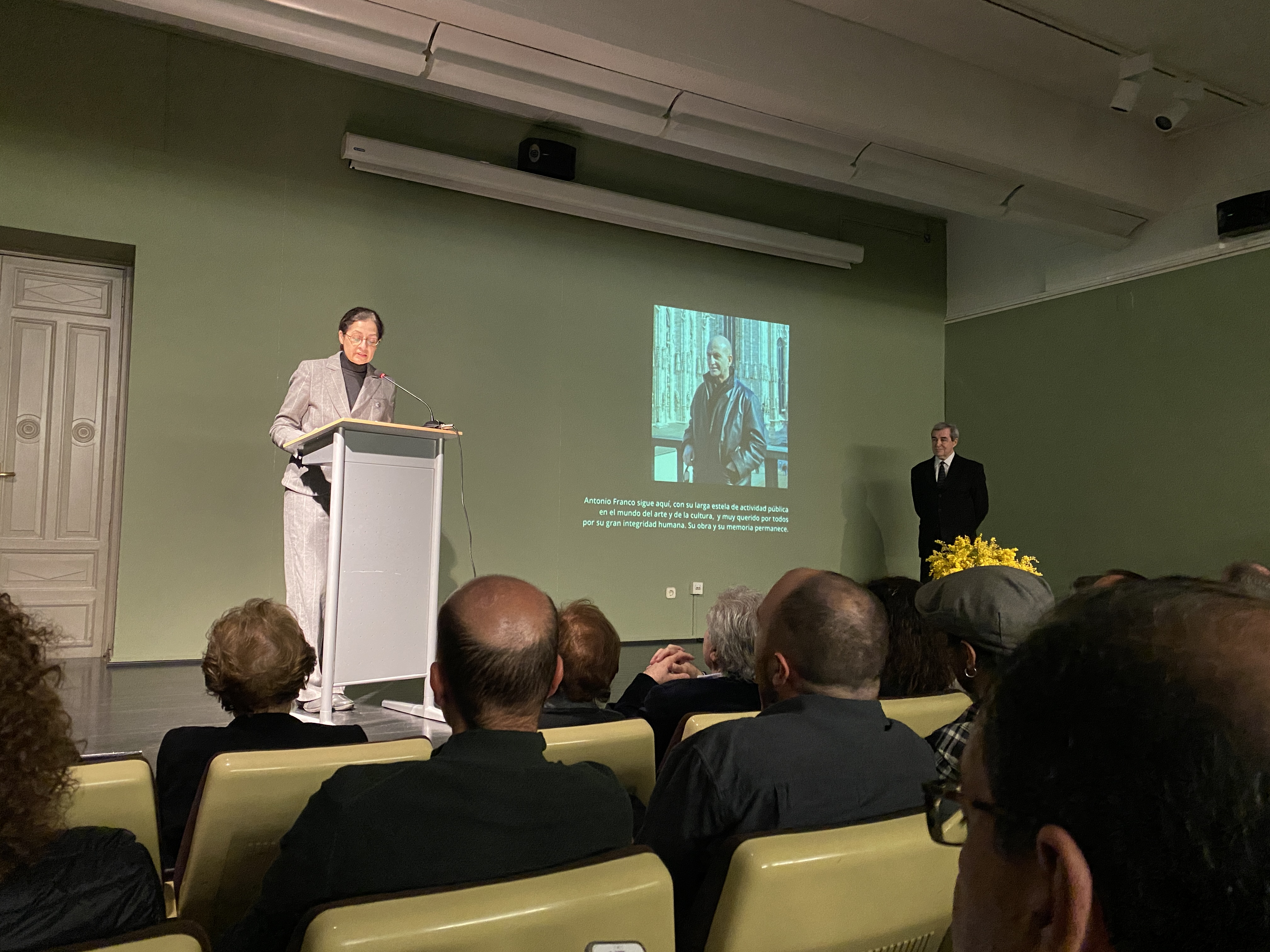
Homenaje en el Museo Nacional de Antropología de Madrid. 2020

Logró crear una colección de más de 1 300 obras, catalogadas en varios grupos: arte extremeño, con obras de Barjola, Óscar Muñoz, Equipo Crónica y Florentino Díaz; arte español, con una selección de artistas cuya carrera despuntó en los años 80 (Juan Muñoz, Susana Solano, Miquel Navarro); arte iberoamericano, con trabajos de Francis Alys y Alfredo Jaar, y, su punto fuerte, el arte portugués, con piezas significativas de Cabrita Reis, Fernanda Fragateiro, Julião Sarmento y Jorge Molder entre otros.

## Arte en la Red
Franco consolidó el MEIAC a lo largo de dos décadas a través de actividades propias de un museo con muestras, publicaciones, encuentros, simposios y ensayos. Consciente de ser un museo periférico al situarse en Badajoz, le dio el valor añadido como promotor e impulsor del arte en la red, del arte inmaterial, Franco apostó por dar al museo una posición de futuro y lo consiguió acogiendo en la institución actividades y proyectos de gran calado en las nuevas generaciones por el uso de las nuevas tecnologías.
Uno de los logros de Franco fue la creación junto con el artista y teórico argentino Gustavo Romano, el proyecto l NET-escopio, un visor de arte en red y a la vez un archivo en continuo desarrollo, destinado a reunir, recuperar y restaurar obras concebidas para Internet, para ponerlas a disposición del público en las mejores condiciones posibles.
Otro proyecto  fue el denominado Sintopía(s) De la relación entre arte, ciencia y tecnología, producido por el Instituto Cervantes.  Se incluyó «NET_ESPAÑA» del Museo Extremeño e Iberoamericano de Arte Contemporáneo (MEIAC), y el proyecto Palabras corrientes comisariado por Nekane Aramburu y Marisa González para el Instituto Cervantes presentándose en Nueva York y Pekín.
Otro gran hito en el Meiac fue la creación de la exposición El discreto encanto de la tecnología comisariado por Claudia Giannetti en 2008, en colaboración con el prestigioso ZKM de Karlsruhe en Alemania.
En 2018 consiguió traer a España, el proyecto internacional de New York Turbulence.org , que contienía el mítico archivo de net.art y arte digital, fundado en 1996 en Nueva York por las artistas Helen Thorington y Jo-Anne Green. Turbulence.org se ha quedado en España, en el Museo Extremeño e Iberoamericano de Arte Contemporáneo (MEIAC) de Badajoz, gracias a las gestiones de Antonio Franco. El MEIAC y Turbulence comparten una historia pionera en el campo del net.art y los medios digitales y el compromiso del MEIAC con la colección y conservación de estas obras es único.

## Fallecimiento
Falleció a los sesenta y cuatro años el 26 de enero de 2020 en Badajoz a causa de una enfermedad.
Tras su fallecimiento, el mundo del arte y la cultura, le rindió un homenaje a nivel nacional en el Museo Nacional de Antropología de Madrid.

## Obras publicadas (selección)
- Vostell : extremadura. Caceres : Asamblea de Extremadura, Junta de Extremadura, Consejería de Educación y Cultura , DL 1992. Extremadura ISBN-84-87622-07-0
- Las soledades de Narbón. Coautor con , Juan José Narbón y  Mª Jesús Herreros de Tejada; 2003. Mérida Badajoz, MEIAC Museo Extremeño e Iberoamericano de Arte Contemporáneo.[16]
- El discreto encanto de la tecnología : artes en España : [Exposición], MEIAC, Badajoz, 12.06.2008-24.08.2008, ZKM, Karlsruhe, 27.09.2008-15.02.2009. Coautor con Giannetti, Claudia. DL 2008. Badajoz,  Museo Extremeño e Iberoamericano de Arte Contemporáneo.[17]